# Batan (Aklan)
Batan ist eine philippinische Stadtgemeinde in der Provinz Aklan. Sie hat 32.032 Einwohner (Zensus 1. August 2015) dabei beträgt die Einwohnerdichte  rund 382,6 Einw./km². Südwestlich der Gemeinde dehnen sich die Kalibo-Feuchtgebiete aus.

## Baranggays
Batan ist politisch unterteilt in 20 Baranggays.
| - Ambolong - Angas - Bay-ang - Caiyang - Cabugao - Camaligan - Camanci - Ipil - Lalab - Lupit | - Magpag-ong - Magubahay - Mambuquiao - Man-up - Mandong - Napti - Palay - Poblacion - Songcolan - Tabon |